# 巴尔德波洛
巴尔德波洛，是西班牙卡斯蒂利亚-莱昂莱昂省的一个市镇。 总面积143平方公里，2001年普查人口總數為1593人，人口密度為每平方公里11人。